# Ochagavia elegans
Ochagavia elegans là một loài thực vật có hoa trong họ Bromeliaceae. Loài này được Phil. mô tả khoa học đầu tiên năm 1856.